# Utah Test and Training Range
Die Utah Test and Training Range (kurz: UTTR) ist ein militärisches Test- und Übungsgelände des US-amerikanischen Verteidigungsministeriums in der Großen Salzwüste von Utah. Es befindet sich etwa 130 km westlich von Salt Lake City.
Die UTTR ist derzeit das größte zusammenhängende Gebiet für Überschallflüge in den kontinentalen USA. Es umfasst eine Bodenfläche von 6.930 km² und 49.000 km² Luftraum und ist in je einen Nord- und Südbereich unterteilt, die von der Interstate 80 getrennt werden. Das Gelände wird von der United States Air Force vom HQ UTTR verwaltet, die früher als 388th Range Squadron (388RANS) bekannt war und auf der Hill Air Force Base stationiert war.

## Geschichte
Das Wendover Army Air Field wurde 1942 für Forschungs- und Ausbildungszwecke eingerichtet. Hier wurden 1945–1946 die Republic-Ford JB-2, eine US-Kopie der V-1-Flugbombe, in den 1950er Jahren die Matador und in den 1960er Jahren die Minuteman-Triebwerke getestet und entwickelt. Wendover wurde aufgeteilt und an die nahe gelegene Stadt übertragen, aber das Land für das Testgelände blieb erhalten und wurde 1979 zum Utah Test and Training Range.

## Nutzung

### Militär
Die Utah Test and Training Range wird für eine Vielzahl von Ausbildungs- und Testmissionen für die USAF, die United States Army und das United States Marine Corps genutzt. Das Gelände wird häufig für die Beseitigung von Sprengkörpern, die Erprobung experimenteller militärischer Ausrüstung sowie für militärische Übungen am Boden und in der Luft genutzt. Die UTTR arbeitet bei militärischen Übungen eng mit dem Dugway Proving Ground (DPG) zusammen.

### Raumfahrt
UTTR wurde auch als Landeplatz für die Rückführung von Proben im Rahmen der planetarischen Forschungsmissionen der NASA genutzt, einschließlich Kometenmaterial im Rahmen der Stardust-Mission und der OSIRIS-REx-Mission zur Rückführung von Material vom Asteroiden (101955) Bennu. UTTR wurde auch als Landeplatz für die Genesis-Probenrückführungsmission genutzt.